# Galois (cratère)
Pour les articles homonymes, voir Galois (homonymie).
Galois est un cratère lunaire situé sur la face cachée de la Lune. Il est situé juste au sud-est d'un autre immense cratère, Korolev, un cratère qui mesure presque le double du diamètre de Galois. Plusieurs centaines de kilomètres plus au sud, se trouve un autre très grand cratère lunaire, Apollo. Le cratère Galois est très érodé avec un bord qui a été remodelé par les impacts, en particulier le long du bord nord-ouest près du cratère Korolev. Le plancher intérieur est également recouvert par plusieurs cratères notables, au nord-est Galois B, C, au centre Galois L et au nord-ouest Galois U.
En 1970, l'Union astronomique internationale a donné le nom du mathématicien français Évariste Galois, à ce cratère lunaire.
Par convention, les cratères satellites sont identifiés sur les cartes lunaires en plaçant la lettre sur le côté du point central du cratère qui est le plus proche de Galois.
| Galois | Latitude | Longitude | Diamètre |
| ------ | -------- | --------- | -------- |
| A      | 14.0° S  | 152.5° W  | 54 km    |
| B      | 11.3° S  | 151.8° W  | 20 km    |
| C      | 12.4° S  | 150.5° W  | 22 km    |
| F      | 13.9° S  | 146.4° W  | 13 km    |
| H      | 15.2° S  | 150.9° W  | 19 km    |
| L      | 15.5° S  | 152.0° W  | 51 km    |
| M      | 16.1° S  | 152.4° W  | 18 km    |
| Q      | 15.2° S  | 154.7° W  | 132 km   |
| S      | 14.5° S  | 154.9° W  | 18 km    |
| U      | 13.2° S  | 154.7° W  | 35 km    |